# Självporträtt
För andra betydelser, se Självporträtt (olika betydelser).

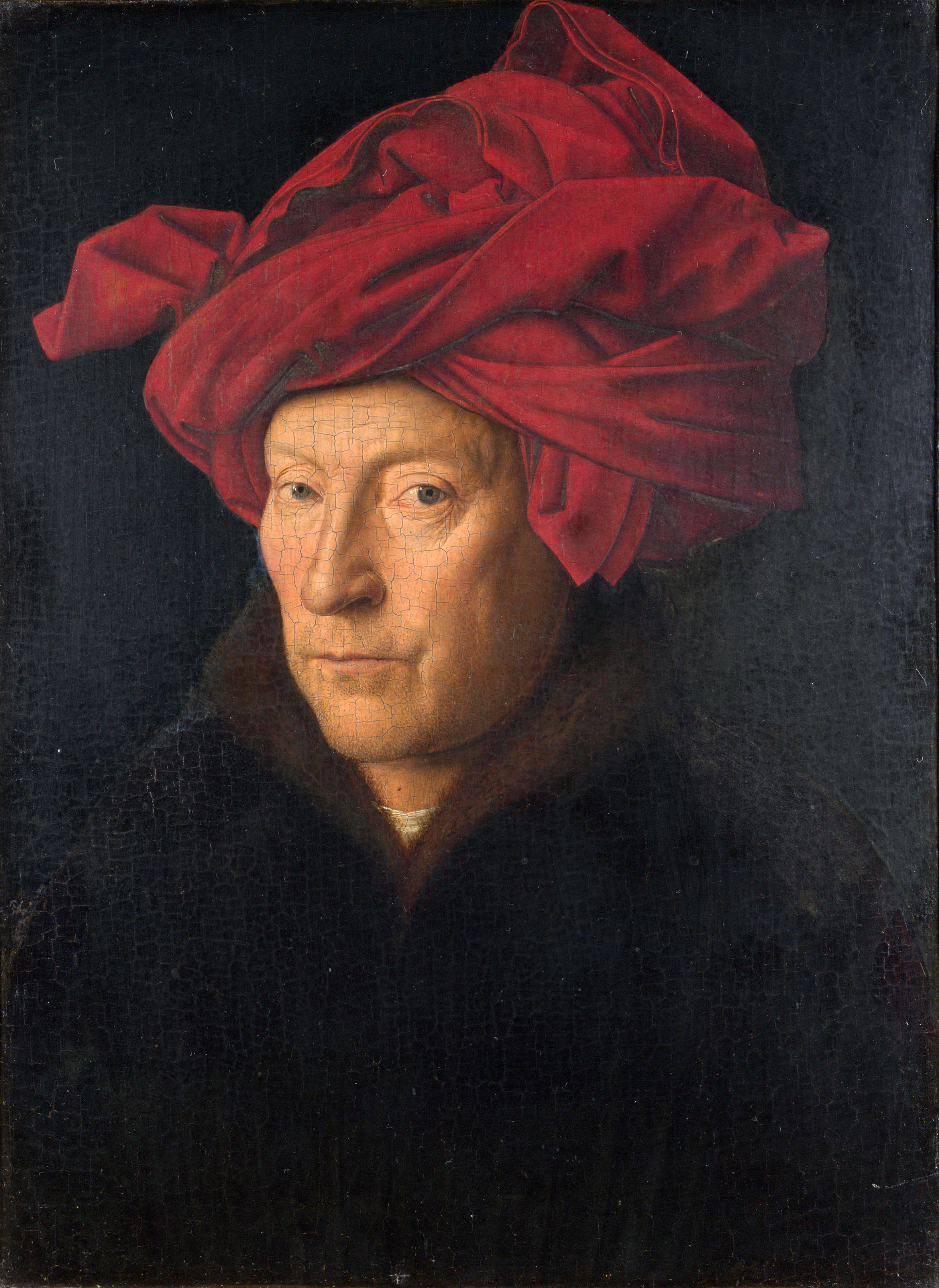
Porträtt av en man (självporträtt?) av Jan van Eyck från 1433 kan vara det äldsta kända självporträttet i modern mening.

Självporträtt (franska portrait, latin pro_traho, ”dra fram i ljuset”, ”uppdaga”), är en persons tecknade, målade, skulpterade eller fotograferade (konstnärliga) avbildning av sig själv. 
Självporträtt avbildar, som andra porträtt, ofta bara ansiktet, men kan även vara i helfigur. Ibland är konstnären placerad i en miljö, exempelvis på sin arbetsplats eller i sitt hem, ofta förekommer pensel och staffli eller attribut och symboler. Ibland förekommer en eller flera andra personer i ett självporträtt, exempelvis familjemedlemmar, vänner eller en modell. Men typiskt för ett självporträtt är att konstverkets framträdande huvudmotiv är just upphovsmannen själv. 
Det förekommer att konstnärer i verk med andra huvudmotiv har avporträtterat sig själva, beställaren eller andra personer i sin familj eller omgivning. Vissa ansikten i gruppscener på målningar från medeltiden kan ha varit självporträtt. Spekulationer har förekommit om sådana också i gammalegyptiska bildfriser. Detta är dock inte ”självporträtt” i egentlig mening.  

## Historia
Självporträtt finns troligen sedan äldsta tid. Men självporträtt som egentlig konstnärlig genre uppkommer först under 1400-talet och kan sammanhänga med att bra speglar då blev mer tillgängliga för konstnärer i Europa. 
Konstnären har ofta blicken vänd mot betraktaren eftersom man tittat in i en spegel vid självporträttets tillkomst. Ansiktet är därför vanligtvis spegelvänt och högerhänta konstnärer framstår som vänsterhänta. 
Ibland utnyttjades två speglar för att komma undan dessa problem. Detta kunde också möjliggöra självporträtt i profil. 
De flesta av Rembrandts självporträtt före 1660 visar inte den hand han målat med.  Han tycks dessutom ha fått tillgång till en större spegel omkring 1652, då hans självporträtt blev större. 
Under 1500- och 1600-talet utvecklades konsten med psykologiskt inträngande självporträtt, ibland nästan karikatyrmässiga, där människans motsägelsefulla självbild gestaltas. Viktiga förebilder för självporträtt i modern tid har varit Albrecht Dürer, Rembrandt och Vincent van Gogh. 
En teknisk innovation som haft stor betydelse för utvecklingen av självporträttet är tillgången till kameror. I äldre självporträtt är konstnärens yttre väl igenkännbar. Men sedan det blev möjligt att med enkla medel föreviga en persons utseende i fotografiska porträtt från slutet på 1800-talet kom ett större intresse för att i måleri avbilda djupare lager av sig själv. Samtidigt blev fotografi ett nytt eget medium för självporträtt, inte minst genom modern digital teknik under 2000-talet; se vidare selfie.

## Albrecht Dürer

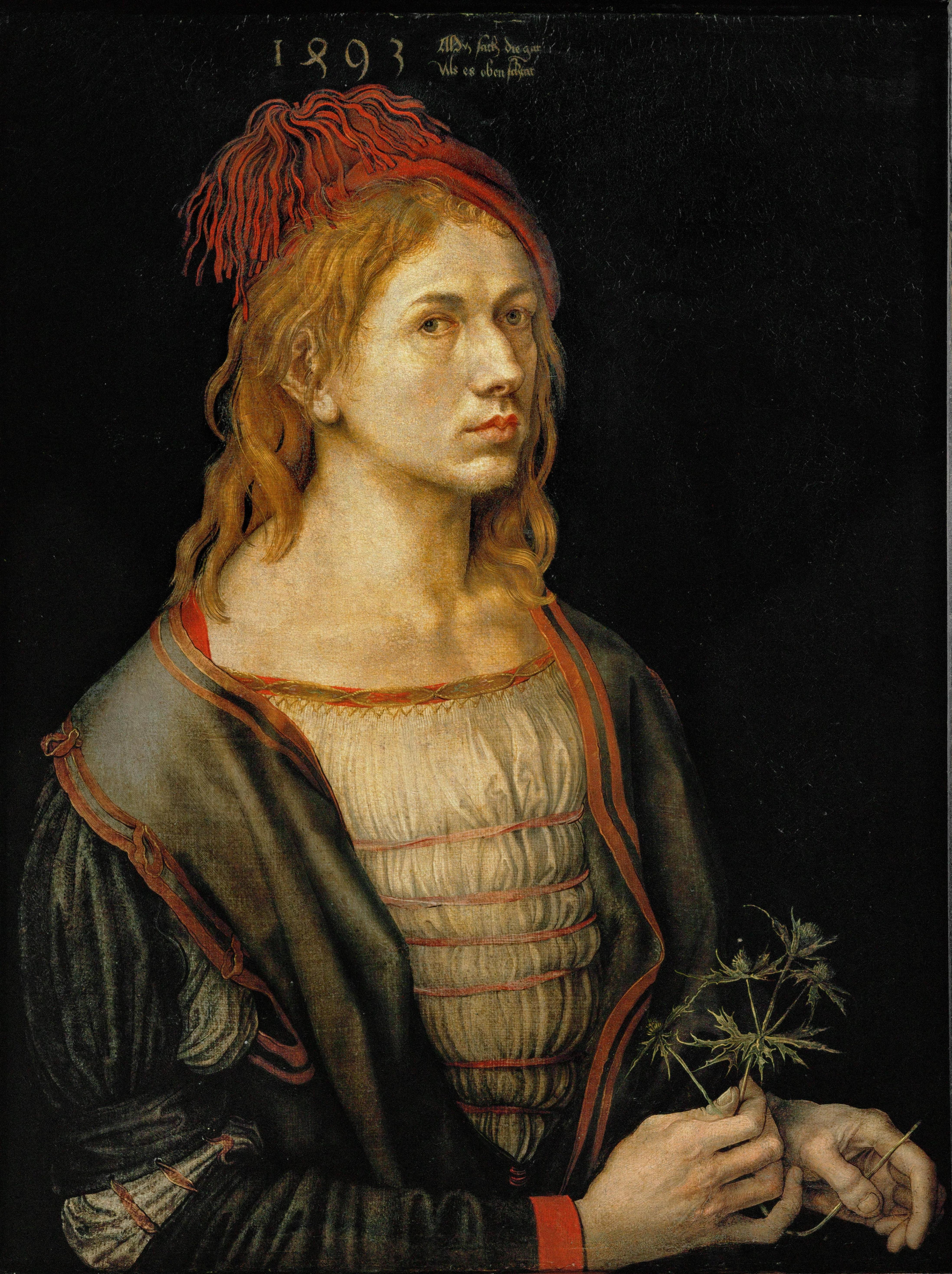
Självporträtt av Albrecht Dürer från 1493.

Albrecht Dürer, som var intresserad av sin offentliga image, utförde minst tolv självporträtt, varav det första när han var  tretton år gammal. År 1493 målade han Porträtt av konstnären som håller en tistel, troligen som gåva till sin fästmö. I självporträttet från år 1500, som såldes eller skänktes till staden Nürnberg, och som ställdes ut offentligt, gav han sig själv ett Kristusliknande utseende, vilket senare återanvändes i religiösa målningar.

## Sofonisba Anguissola
Sofonisba Anguissola, italiensk renässansmålare från Cremona. Hennes föräldrar uppfostrade sina barn enligt renässansens ideal, bland annat i måleri. Hon studerade hos Bernardino Campi och Bernardino Gatti, sågs som ett underbarn, uppmuntrades av Michelangelo och var en av de första kvinnliga målarna som uppnådde internationell berömmelse. Från 1550-talet var hon hovmålare hos Filip II i Madrid. Hon har utfört ett flertal självporträtt.

## Rembrandt
Rembrandt målade många självporträtt, men också många porträtt av sin hustru, son och älskarinna. Man räknar nu med över fyrtio självporträtt som målningar några teckningar och omkring trettio etsningar. Flera visar honom i fantasifulla historiska dräkter och då han gör grimaser. 

## Vincent van Gogh
Vincent van Gogh målade 37 självporträtt mellan 1886 och 1889, vilka är en av hans viktigaste bidrag till konsthistorien. Mycket berömt är hans sista självporträtt, målat sent i september 1889, Självporträtt utan skägg, som han samma år gav till sin mamma i födelsedagspresent. Detta kom långt senare att bli en av de dyraste målningar som någonsin sålts. Den såldes 1998 i New York för 71,5 miljoner dollar. Under sina sista månader målade han bara natur och landskap, inga självporträtt. Han dog i juli 1890. 

## Exempel på självporträtt

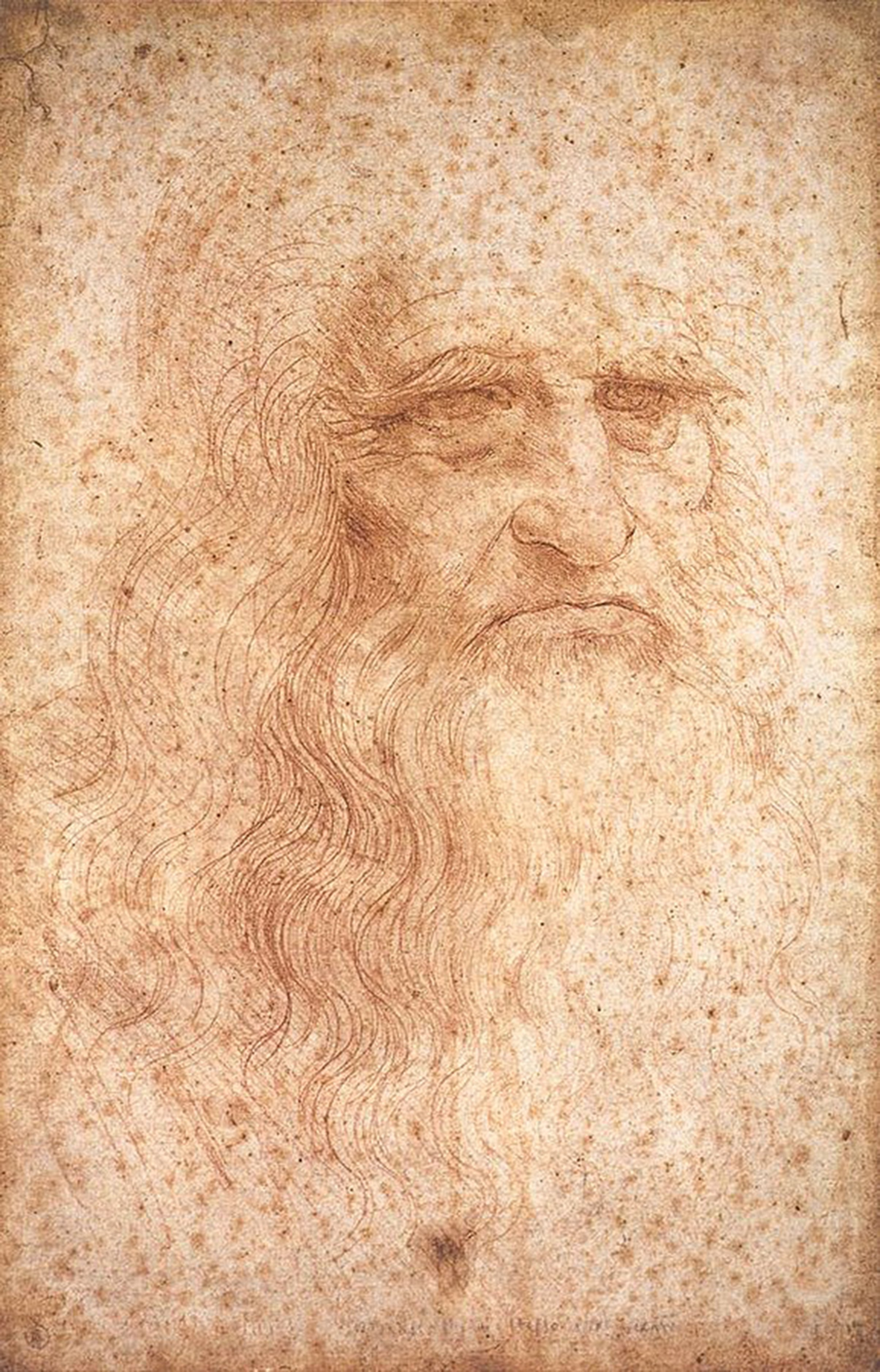
Leonardo da Vinci, ca 1512.
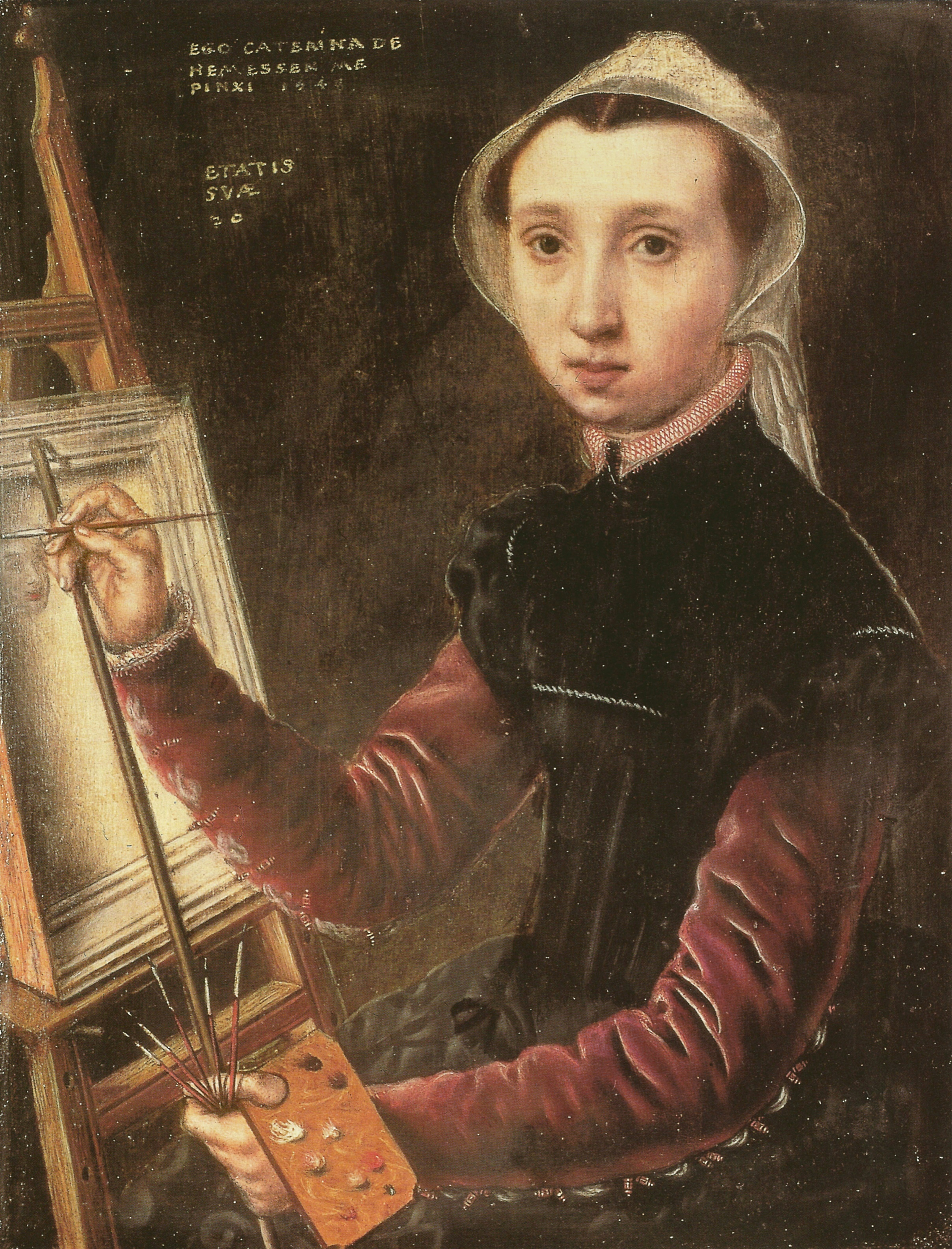
Catharina van Hemessen 1548.
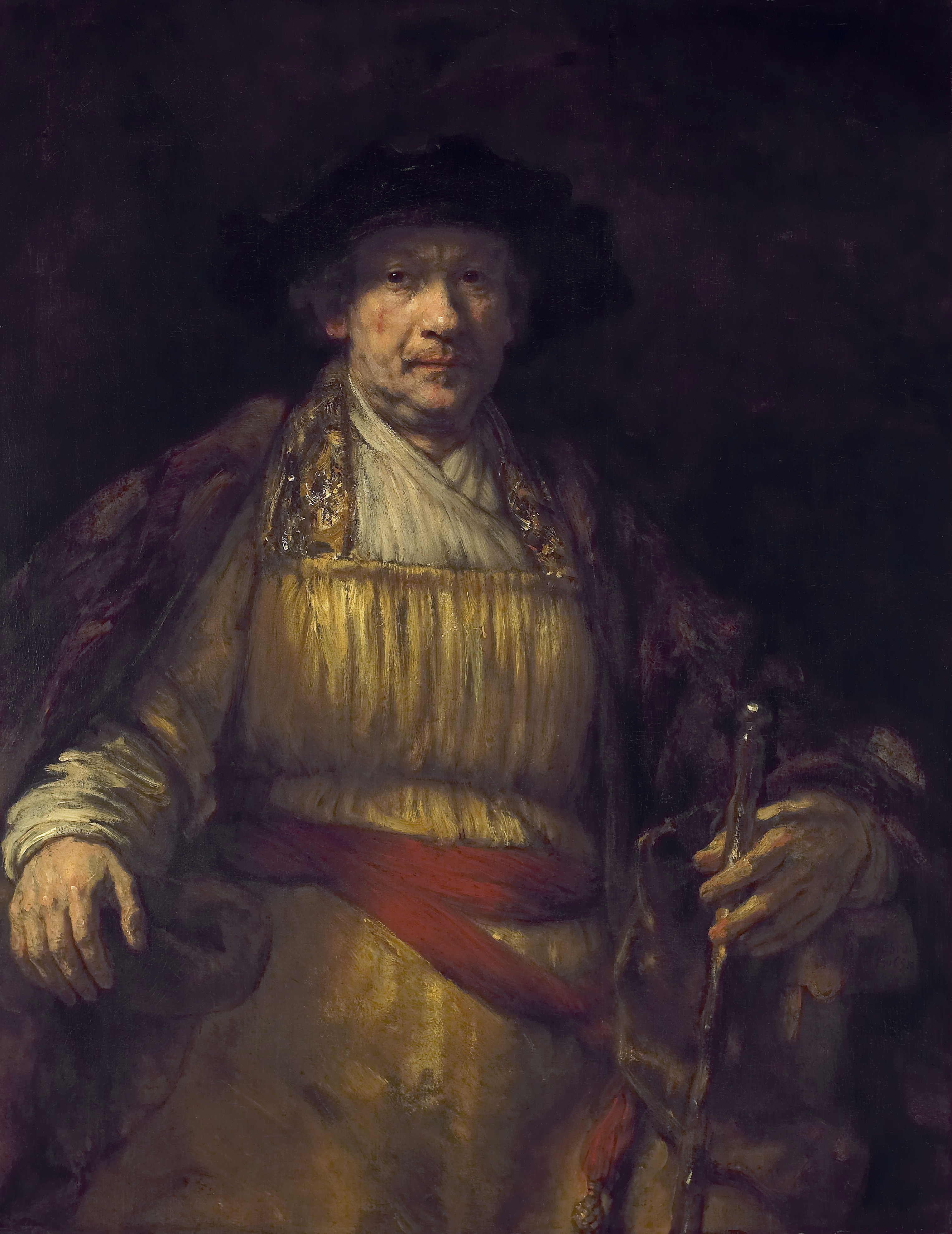
Självporträtt av Rembrandt 1658.
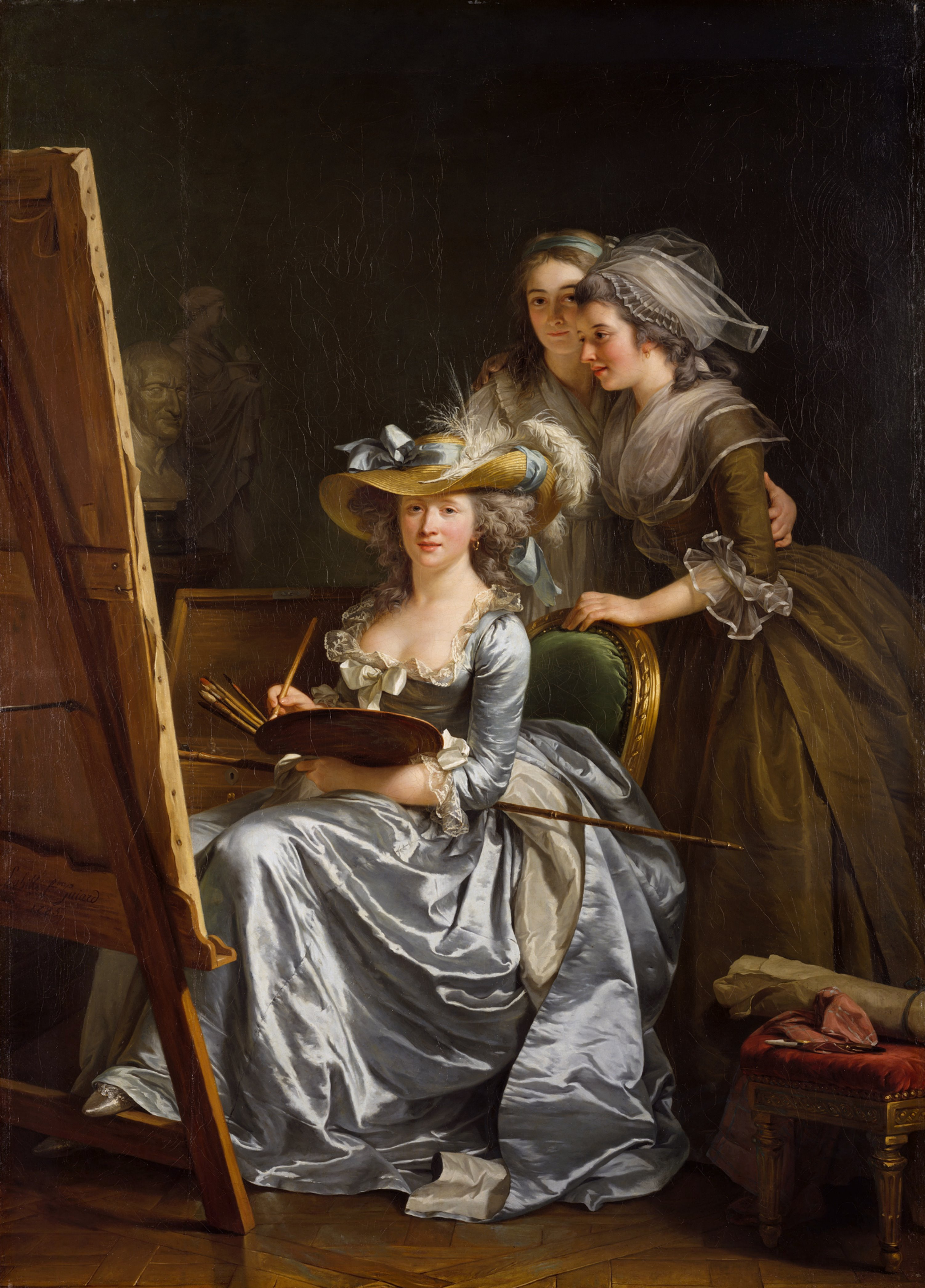
Adélaïde Labille-Guiard med två elever 1785.
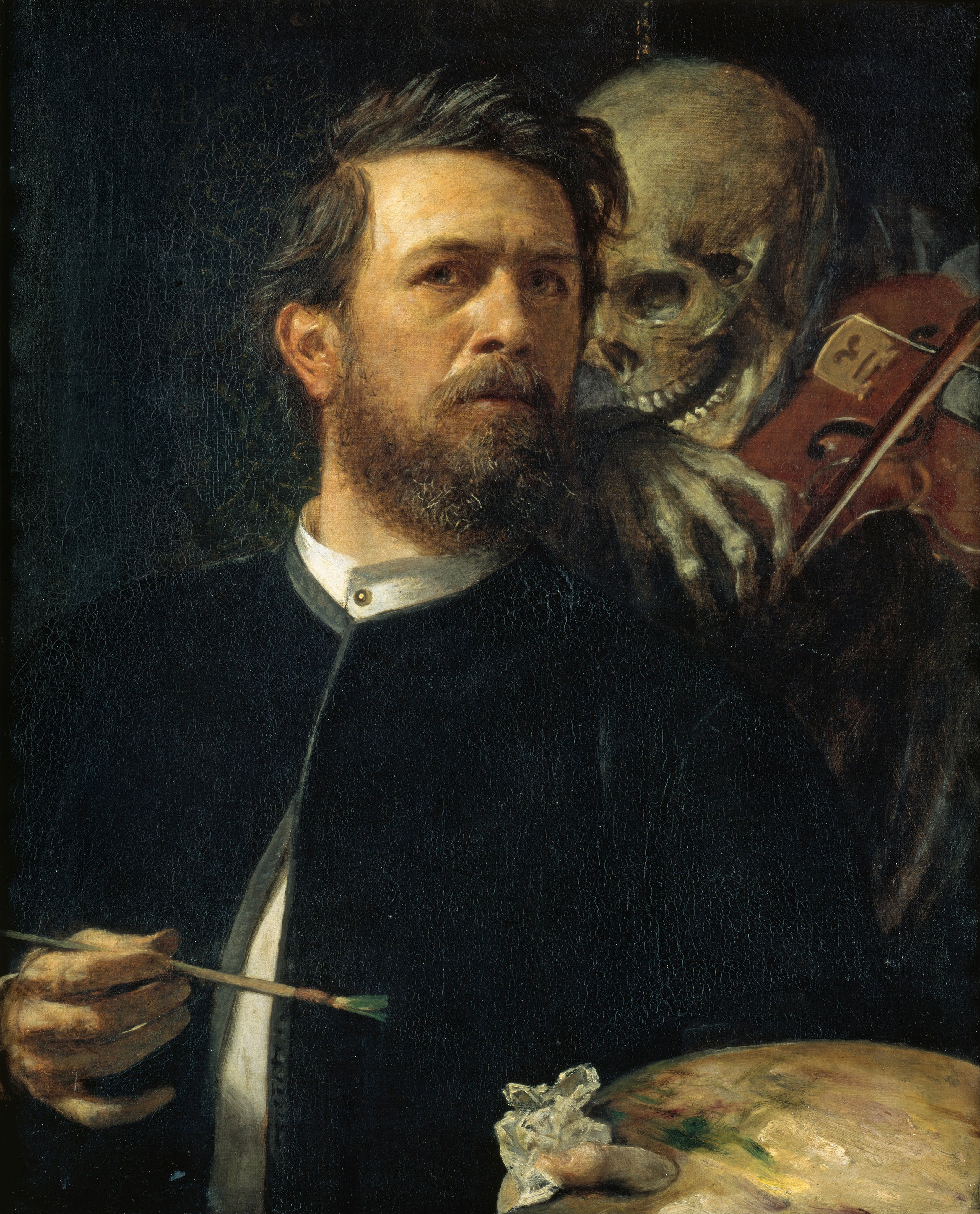
Självporträtt med döden som spelar fiol av Arnold Böcklin 1872.)
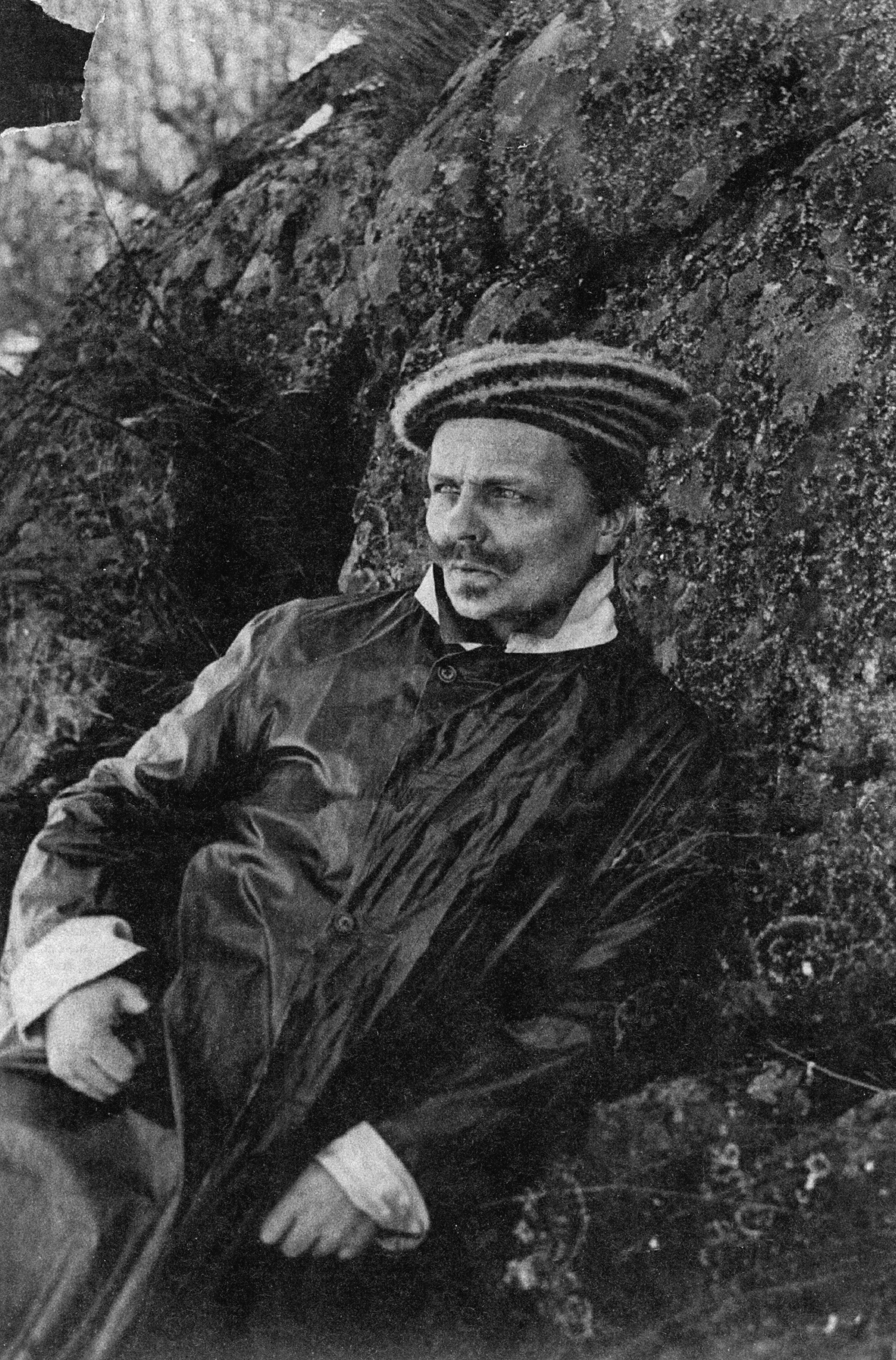
August Strindberg 1891.
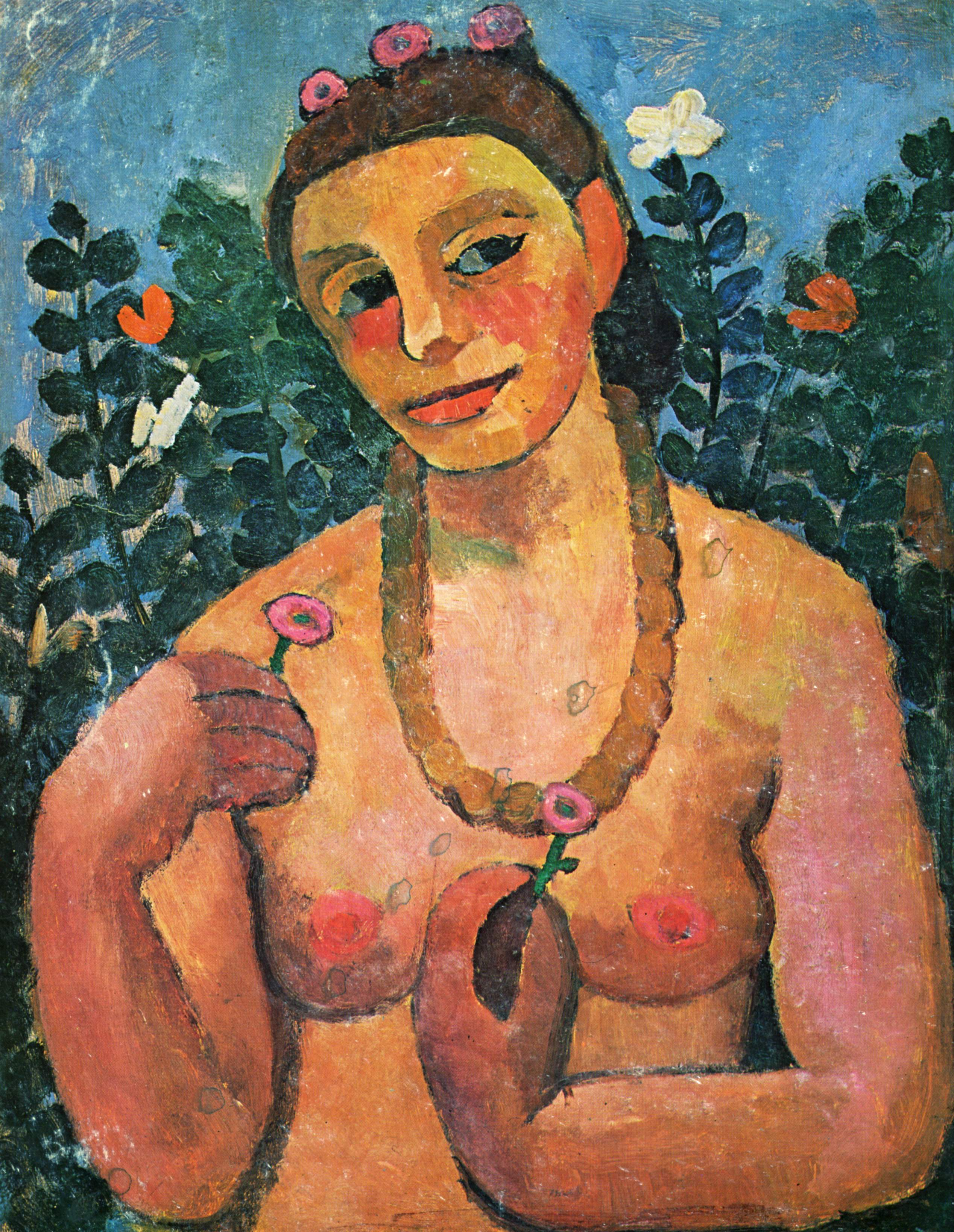
Paula Modersohn-Becker 1906.
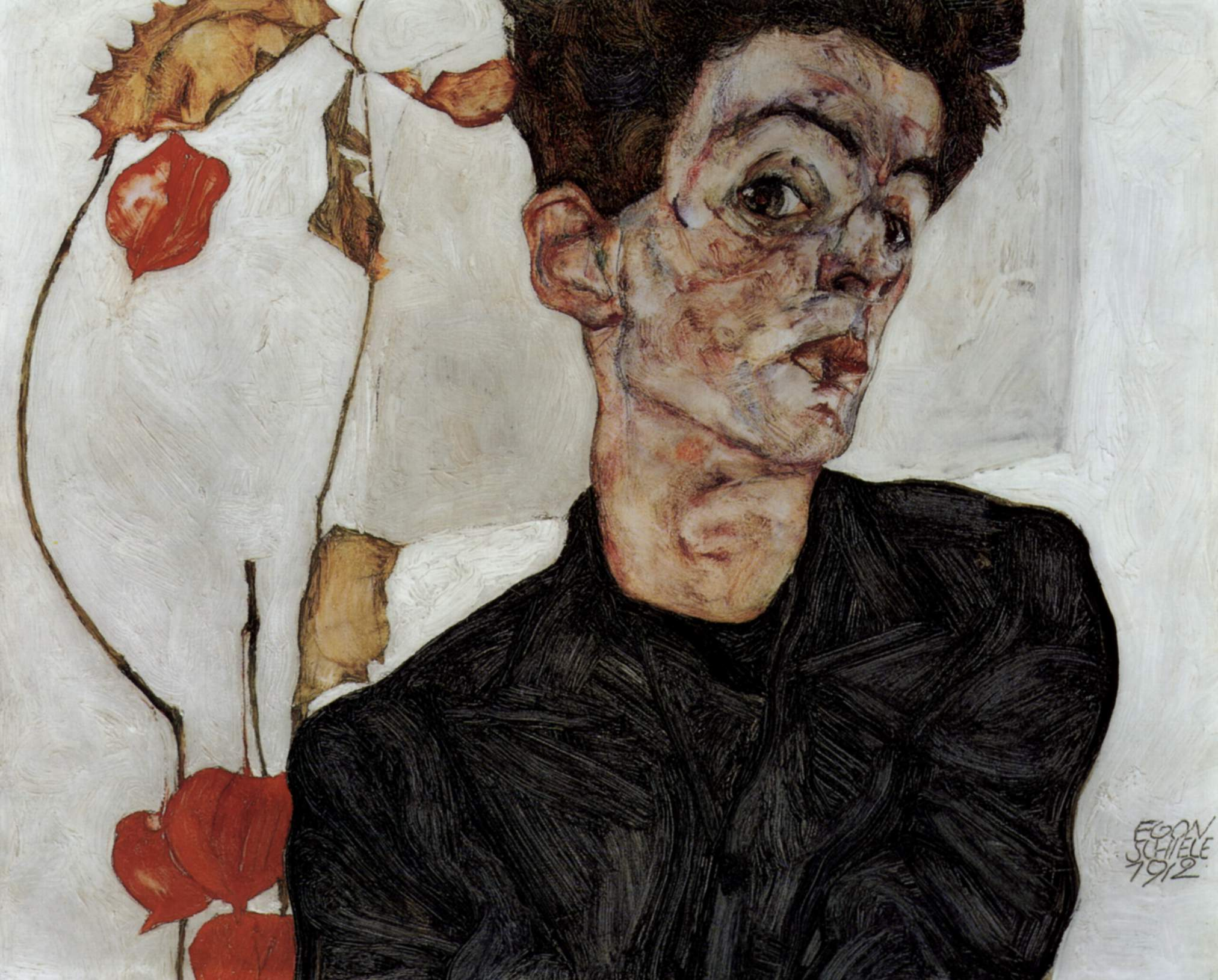
Egon Schiele 1912.
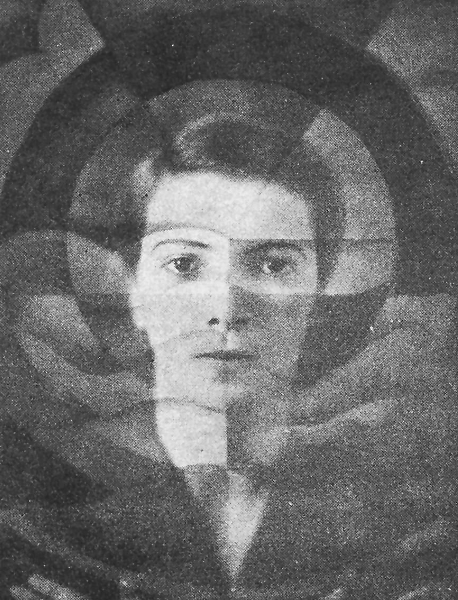
Yva c. 1927.
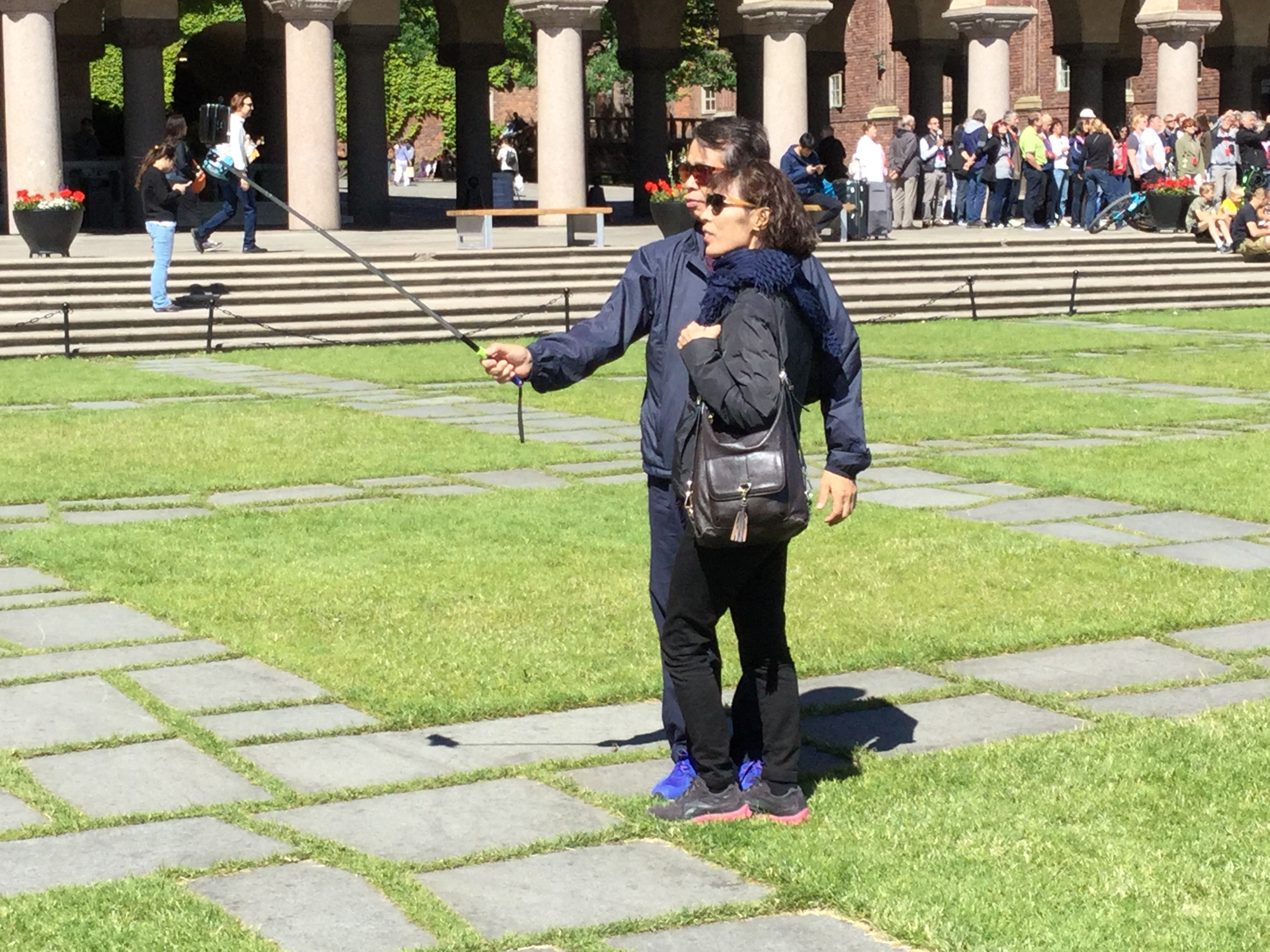
Porträttfotografi med selfiepinne
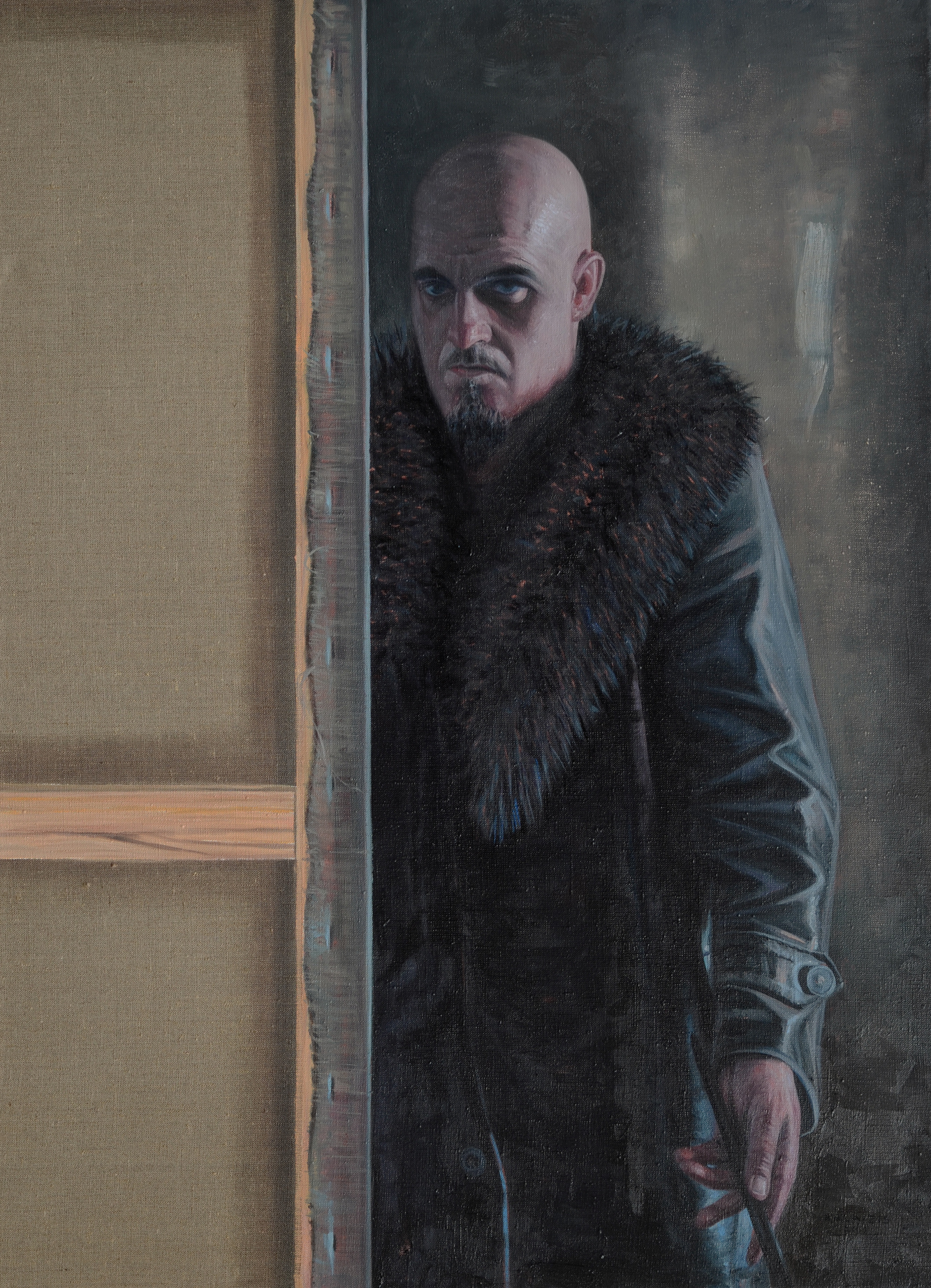
Aris Kalaizis, 2019